# Alcyonidium
Alcyonidium är ett släkte av mossdjur som beskrevs av Jean Vincent Félix Lamouroux 1813. Alcyonidium ingår i familjen Alcyonidiidae.
Släktet Alcyonidium indelas i:
- Alcyonidium albescens
- Alcyonidium albidum
- Alcyonidium androsovae
- Alcyonidium anglei
- Alcyonidium antarcticum
- Alcyonidium argyllaceum
- Alcyonidium australe
- Alcyonidium candidum
- Alcyonidium capronae
- Alcyonidium cellarioides
- Alcyonidium chondroides
- Alcyonidium columbianum
- Alcyonidium condylocinereum
- Alcyonidium diaphanum
- Alcyonidium disciforme
- Alcyonidium duplex
- Alcyonidium effusum
- Alcyonidium eightsi
- Alcyonidium enteromorpha
- Alcyonidium epispiculum
- Alcyonidium erectum
- Alcyonidium flabelliforme
- Alcyonidium flustroides
- Alcyonidium foliaceum
- Alcyonidium gelatinosum
- Alcyonidium hauffi
- Alcyonidium hirsutum
- Alcyonidium hydrocoalitum
- Alcyonidium kermadecense
- Alcyonidium mamillatum
- Alcyonidium multigemmatum
- Alcyonidium nanum
- Alcyonidium nipponicum
- Alcyonidium nodosum
- Alcyonidium pachydermatum
- Alcyonidium papillatum
- Alcyonidium parasiticum
- Alcyonidium pedunculatum
- Alcyonidium pelagosphaerum
- Alcyonidium polyoum
- Alcyonidium polypylum
- Alcyonidium radicellatum
- Alcyonidium rhomboidale
- Alcyonidium rylandi
- Alcyonidium sagamianum
- Alcyonidium sanguineum
- Alcyonidium scolecoideum
- Alcyonidium shizuoi
- Alcyonidium simulatum
- Alcyonidium torpedo
- Alcyonidium variegatum
- Alcyonidium vermiculare
- Alcyonidium verrilli
- Alcyonidium vicarians

## Bildgalleri

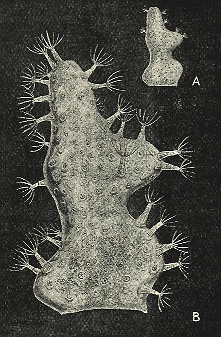